# Ryan Harnden
Ryan Harnden (Sault Ste. Marie, 28 de junio de 1986) es un deportista canadiense que compite en curling. Su hermano Eric compite en el mismo deporte.
Participó en los Juegos Olímpicos de Sochi 2014, obteniendo una medalla de oro en la prueba masculina. Ganó dos medallas de plata en el Campeonato Mundial de Curling, en los años 2013 y 2023.

## Palmarés internacional
| Juegos Olímpicos   | Juegos Olímpicos  | Juegos Olímpicos | Juegos Olímpicos |
| Año                | Lugar             | Medalla          | Prueba           |
| ------------------ | ----------------- | ---------------- | ---------------- |
| 2014               | Sochi (Rusia)     | Medalla de oro   | Equipo           |
| Campeonato Mundial |                   |                  |                  |
| Año                | Lugar             | Medalla          | Prueba           |
| 2013               | Victoria (Canadá) | Medalla de plata | Equipo           |
| 2023               | Ottawa (Canadá)   | Medalla de plata | Equipo           |